# Łępin
Łępin – kolonia w Polsce położona w województwie mazowieckim, w powiecie białobrzeskim, w gminie Stara Błotnica.
Kolonia wchodzi w skład sołectwa Tursk - Łępin. Sołectwo w 2023 liczy 258 mieszkańców.
W latach 1975–1998 miejscowość administracyjnie należała do województwa radomskiego.
Wierni Kościoła rzymskokatolickiego należą do parafii św. Jana Chrzciciela w Kaszowie. 